# Lorabela plicatula
Lorabela plicatula é uma espécie de gastrópode do gênero Lorabela, pertencente a família Mangeliidae.